# Ideell fond
Ideell fond tar en del (1-2%) av fondens förmögenhet eller avkastning och donerar den till ideella föreningar som sysslar med välgörande ändamål.